# Pocket Viewer

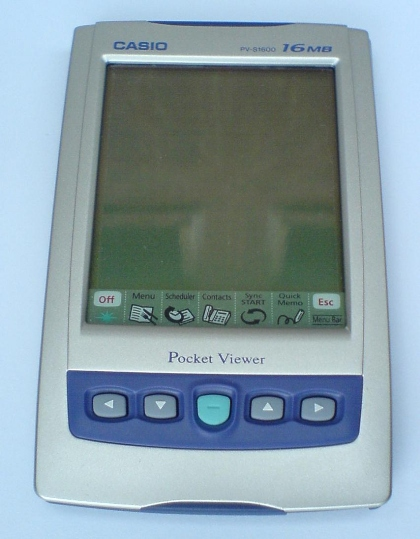
PV-S1600

Die Pocket Viewer (PV) sind eine PDA-Serie des Herstellers Casio.
Der Pocket Viewer ist ein Low-Budget-PDA der Firma Casio, der anfangs mit den kleinen Palm-Modellen konkurrierte. Die PVs verwenden ein eigens von Casio entwickeltes Betriebssystem (PVOS), das die für PDAs typischen Standardanwendungen (Adressbuch ("Kontakte"), Terminplaner, Notizen ("Memo"), handschriftliche Notizen ("Kurz-Memo"), Ausgaben-Manager, Weltzeituhr, Taschenrechner) bereitstellt. Bei den Modellen der Serien PV-Sx50, PV-Sx60 und PV-S1600 ist zusätzlich eine umfangreiche Tabellenkalkulation enthalten.

## Grundlegende Eigenschaften
- Display: Monochromes Touchscreen-Display
- EL-Hintergrundbeleuchtung (ausgenommen PV-100)
- Action-Scrollrad (bei PV-Sx00Plus und PV-S1600 in Form von Tasten) zum einfachen Navigieren durch Menus
- Stromversorgung: 2 AAA-Rundzellen
- Batterielaufzeit von etwa 160 Stunden (PV-S1600: 120) laut Casio
- Schnittstelle: RS-232 (PV-S1600: USB)
- Betriebssystem: PVOS

## Geschichte
Mit den PVs bot Casio ab 1999 einen Budget-PDA als Ergänzung zur hochpreisigen Cassiopeia-Serie und zum Business Navigator an.
Nach dem Start der zweiten PV-Generation veröffentlichte Casio ein Betriebssystemupdate und ein SDK, so dass es möglich war, eigene Programme für PVs ab der zweiten Generation zu schreiben. Mittlerweile gibt es eine rege Community, die Programme und Spiele für den PV entwickelt. So existieren mittlerweile ein ausgereifter Texteditor, viele Datenbank-Programme, wissenschaftliche Taschenrechner, Funktionsplotter, Spiele aller Art, Betriebssystem-Patches und auch ein Compiler/Interpreter für einen BASIC-Dialekt namens OWBasic.
Mit OWBasic ist es möglich, Programme auf dem PV selbst zu schreiben und zu testen, wodurch es eine sowohl einsteigerfreundliche als auch mächtige Alternative zur Programmierung des PV mit dem SDK und der Programmiersprache C gibt. OWBasic machte die Programmierung somit einer breiten Nutzerschaft zugänglich und trug nicht unwesentlich zur Popularität des PV bei.
Im Jahr 2006 nahm Casio den PV offiziell aus der Produktpalette. Dennoch existiert immer noch eine PV-Community, die weiter engagierte Projekte entwickelt.

## Modellübersicht
| Generation | Modelle                 | Jahr | Datenspeicherplatz | Schnittstelle | Prozessor    | Display | Erweiterbar      | Markt    | Zusätzliche Features |
| ---------- | ----------------------- | ---- | ------------------ | ------------- | ------------ | ------- | ---------------- | -------- | -------------------- |
| 1.         | PV-100 PV-200           | 1999 | 1 MB 2 MB          | RS-232        | NEC V30MZ    | 128x128 | -                | Weltweit |                      |
| 1.         | PV-170 PV-270           | 1999 | 1 MB 2 MB          | RS-232        | NEC V30MZ    | 160x240 | -                | China    |                      |
| 2.         | PV-250X PV-450X         | 2000 | 2 MB 4 MB          | RS-232        | NEC V30MZ    | 160x160 | (nach OS-Update) | Europa   |                      |
| 2.         | PV-200A PV-400A         | 2000 | 2 MB 4 MB          | RS-232        | NEC V30MZ    | 160x160 | -                | USA      |                      |
| 2.         | PV-750 / PV-750Plus     | 2000 | 2 MB               | RS-232        | NEC V30MZ    | 160x160 | ja               | Europa   | IrDA-Schnittstelle   |
| 3.         | PV-S250 PV-S450         | 2001 | 2 MB 4 MB          | RS-232        | NEC V30MZ    | 160x160 | ja               | Europa   |                      |
| 3.         | PV-200e PV-400Plus      | 2001 | 2 MB 4 MB          | RS-232        | NEC V30MZ    | 160x160 | -                | USA      |                      |
| 4.         | PV-S460 PV-S660         | 2002 | 2 MB 4 MB          | RS-232        | NEC V30MZ    | 160x160 | ja               | Europa   |                      |
| 4.         | PV-S400Plus PV-S600Plus | 2002 | 2 MB 4 MB          | RS-232        | NEC V30MZ    | 160x160 | ja               | USA      |                      |
| 5.         | PV-S1600                | 2003 | 12 MB              | USB           | Hitachi SH-3 | 160x160 | ja               | Weltweit |                      |

Mit dem PV-750 ist es möglich, mit der IrDA-Schnittstelle über ein GSM-fähiges Mobiltelefon E-Mails zu versenden und zu empfangen. Mit dem PV-750Plus können zusätzlich SMS versandt werden, außerdem lässt sich das Adressenverzeichnis des Mobiltelefons mit dem des PV synchronisieren. Bei Casio ist ein Betriebssystemupdate für den PV-750 verfügbar, das ihm die Funktionalität des PV-750Plus verleiht.

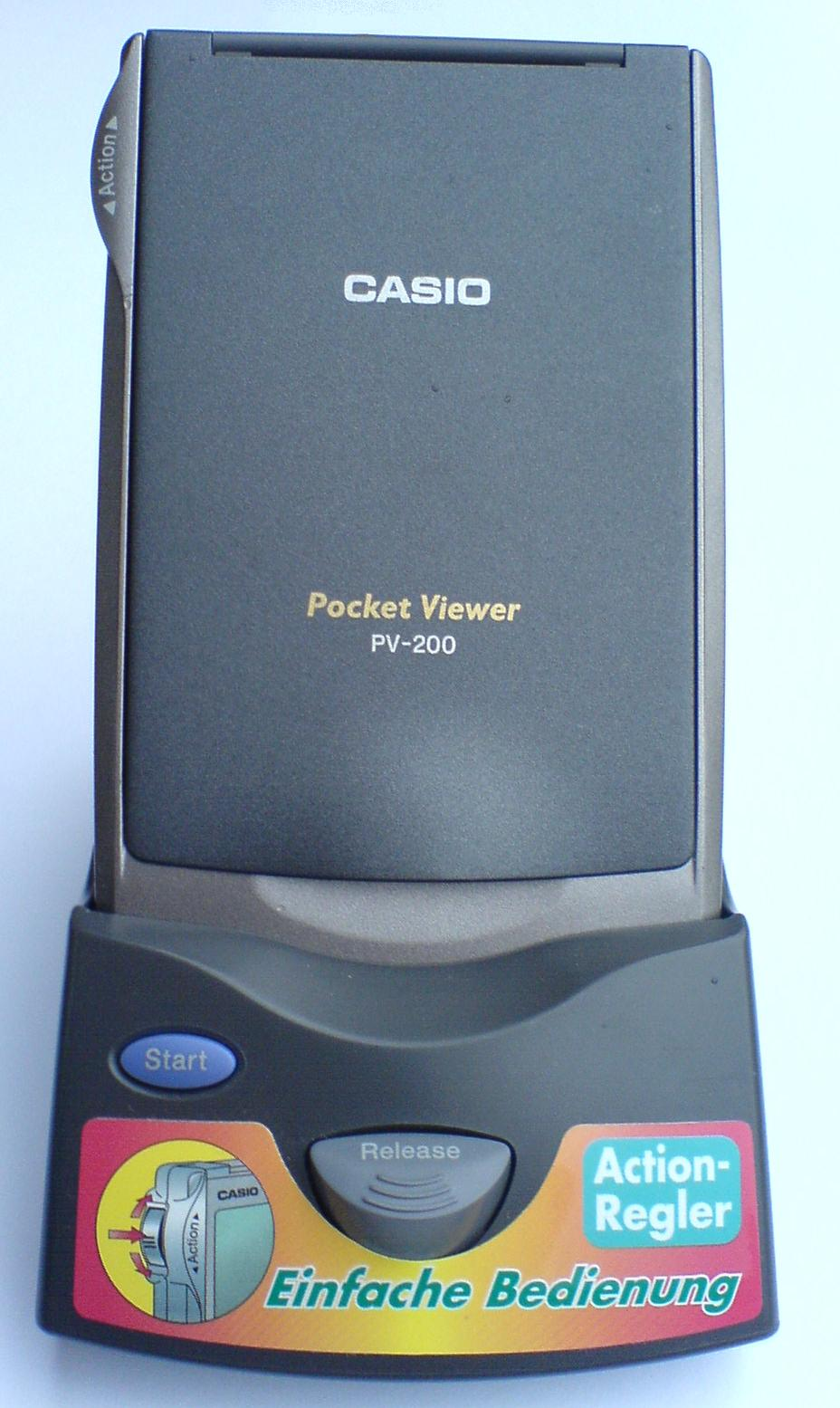
PV-200
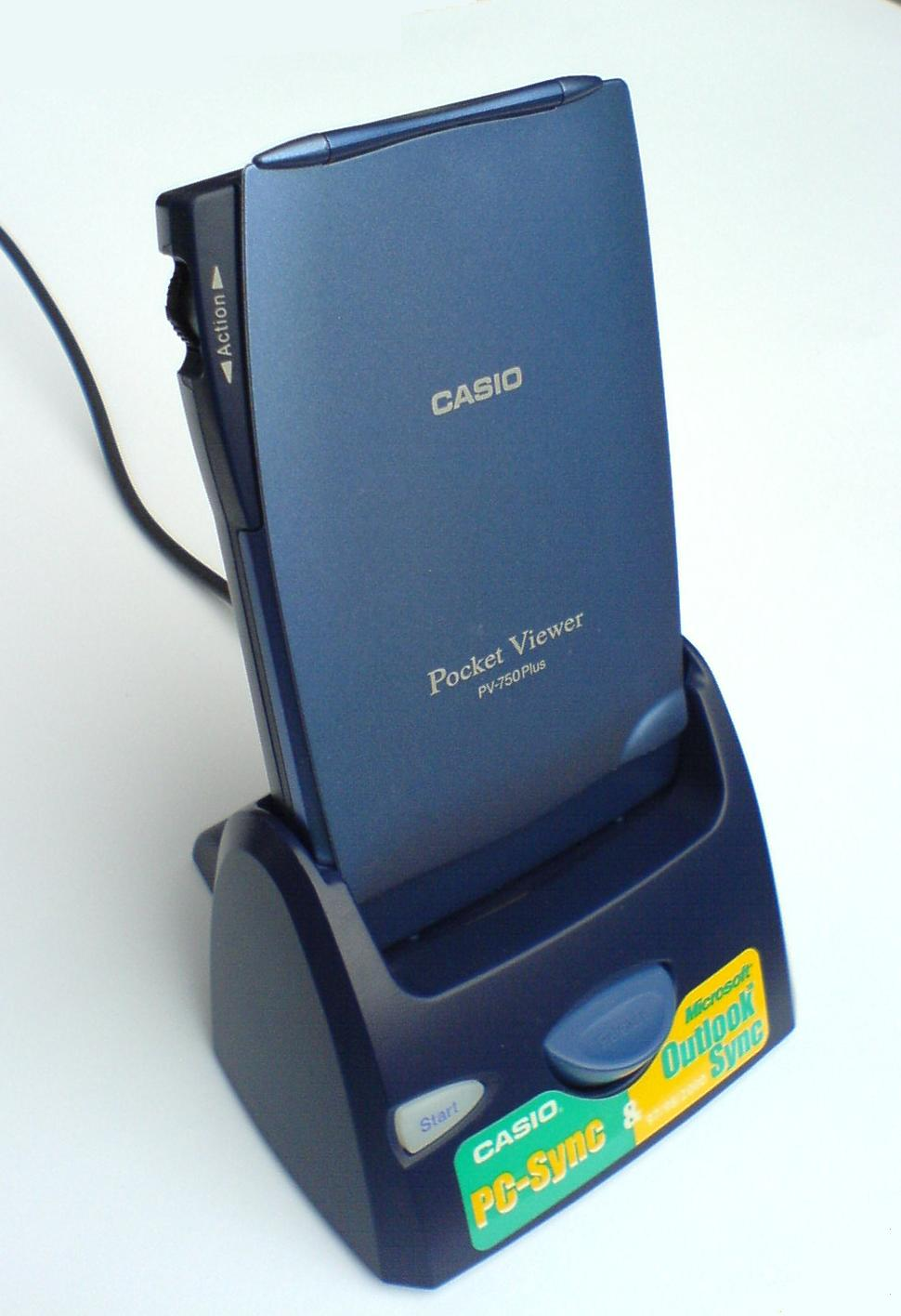
PV-750Plus
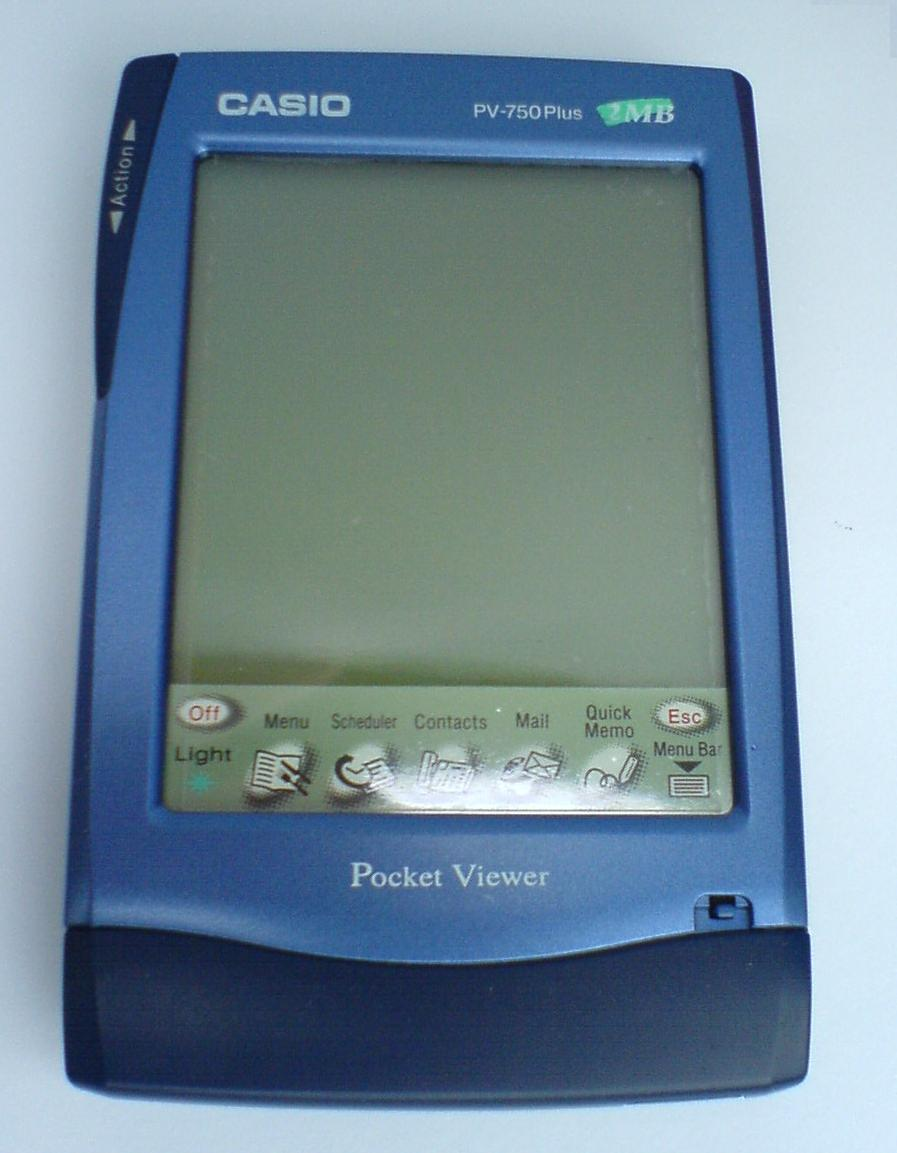
PV-750Plus
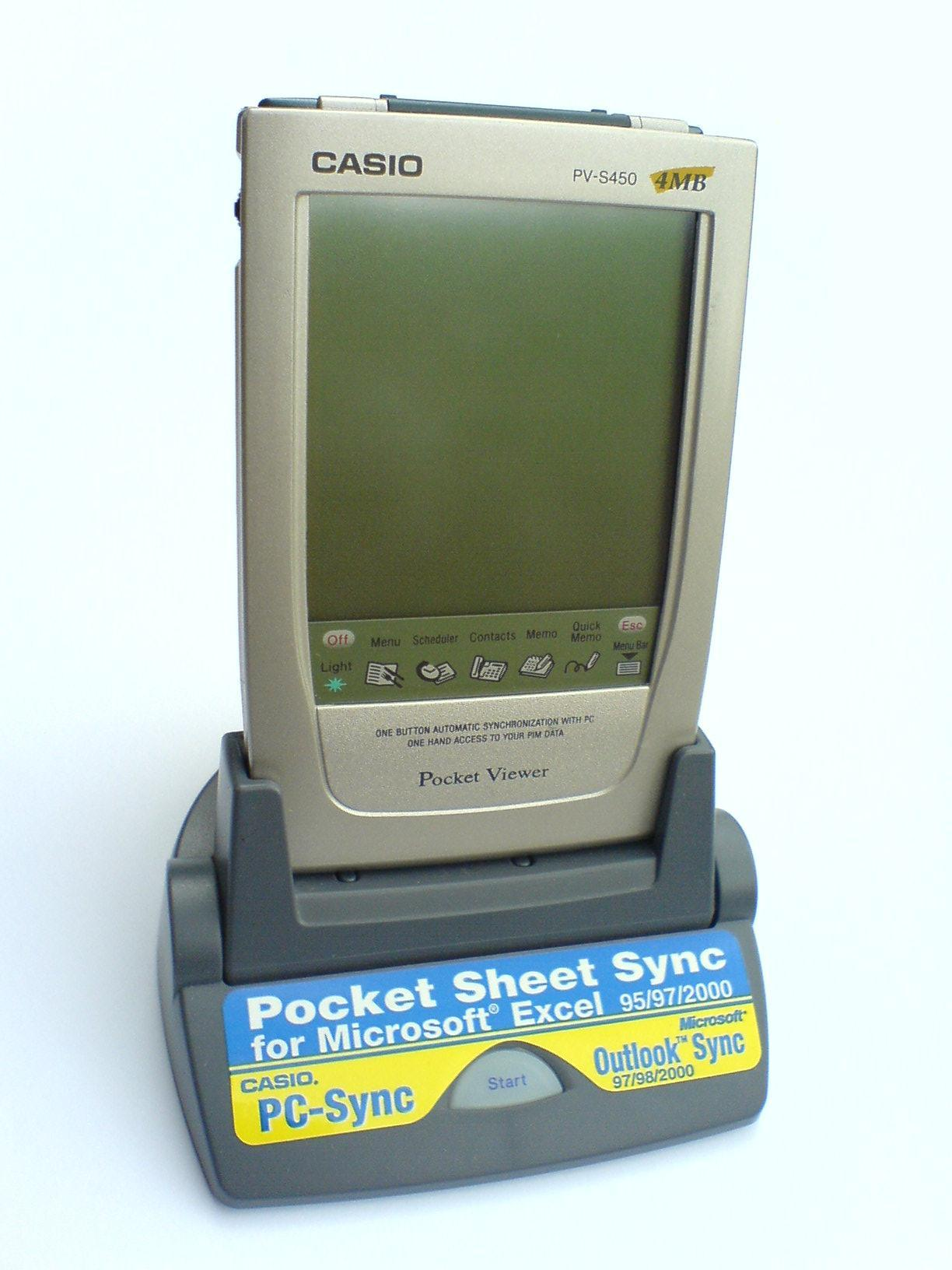
PV-S450
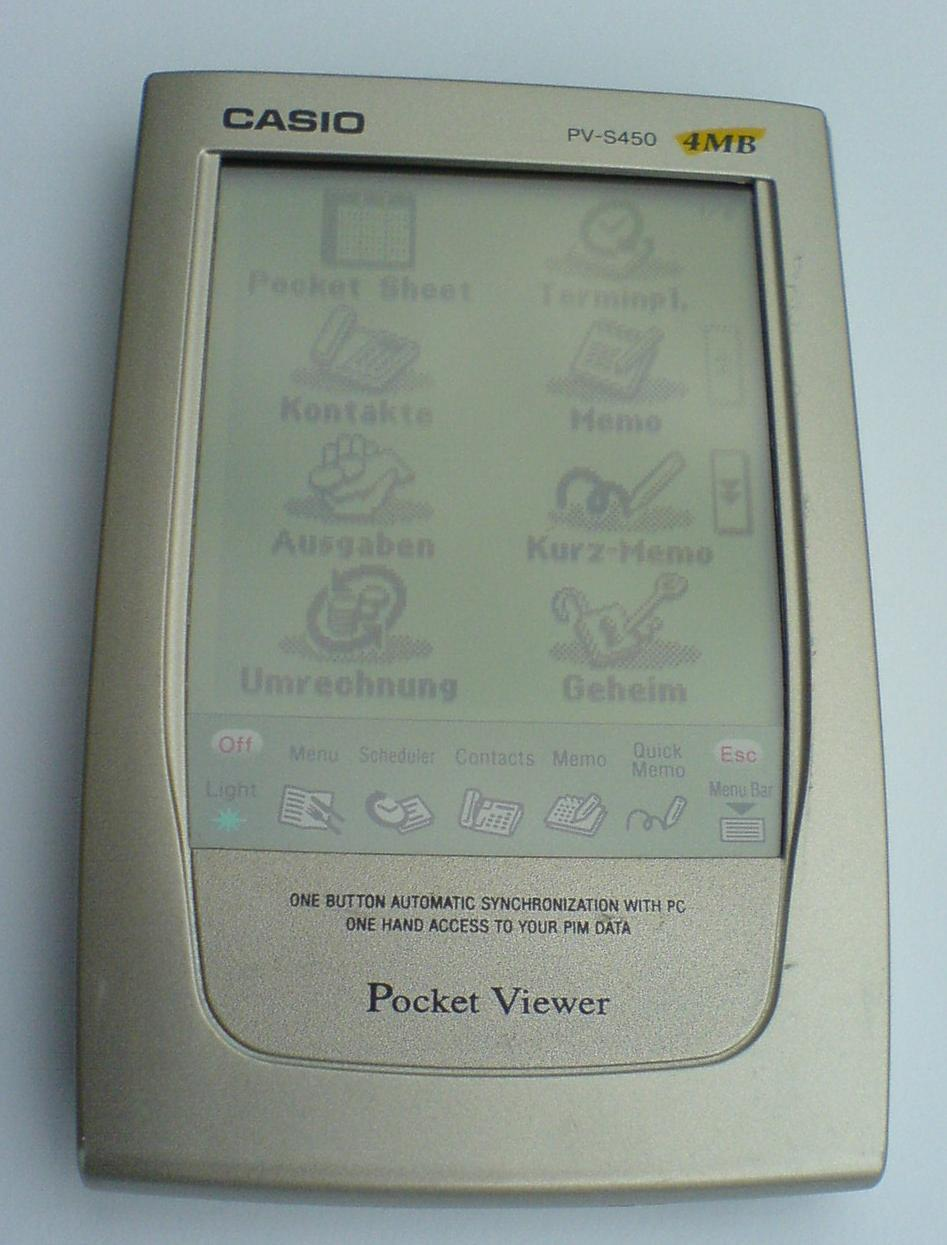
PV-S450
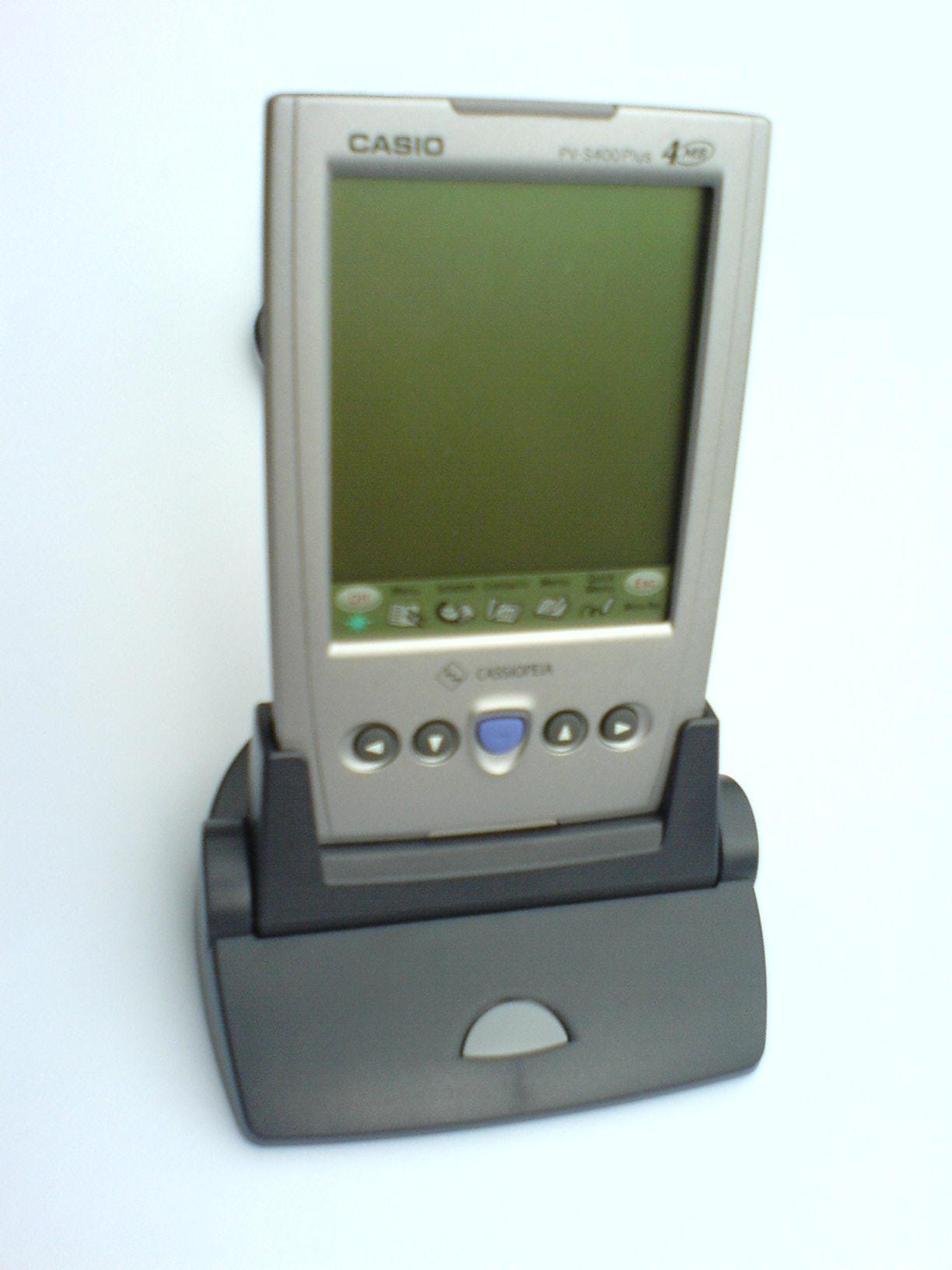
PV-S400Plus
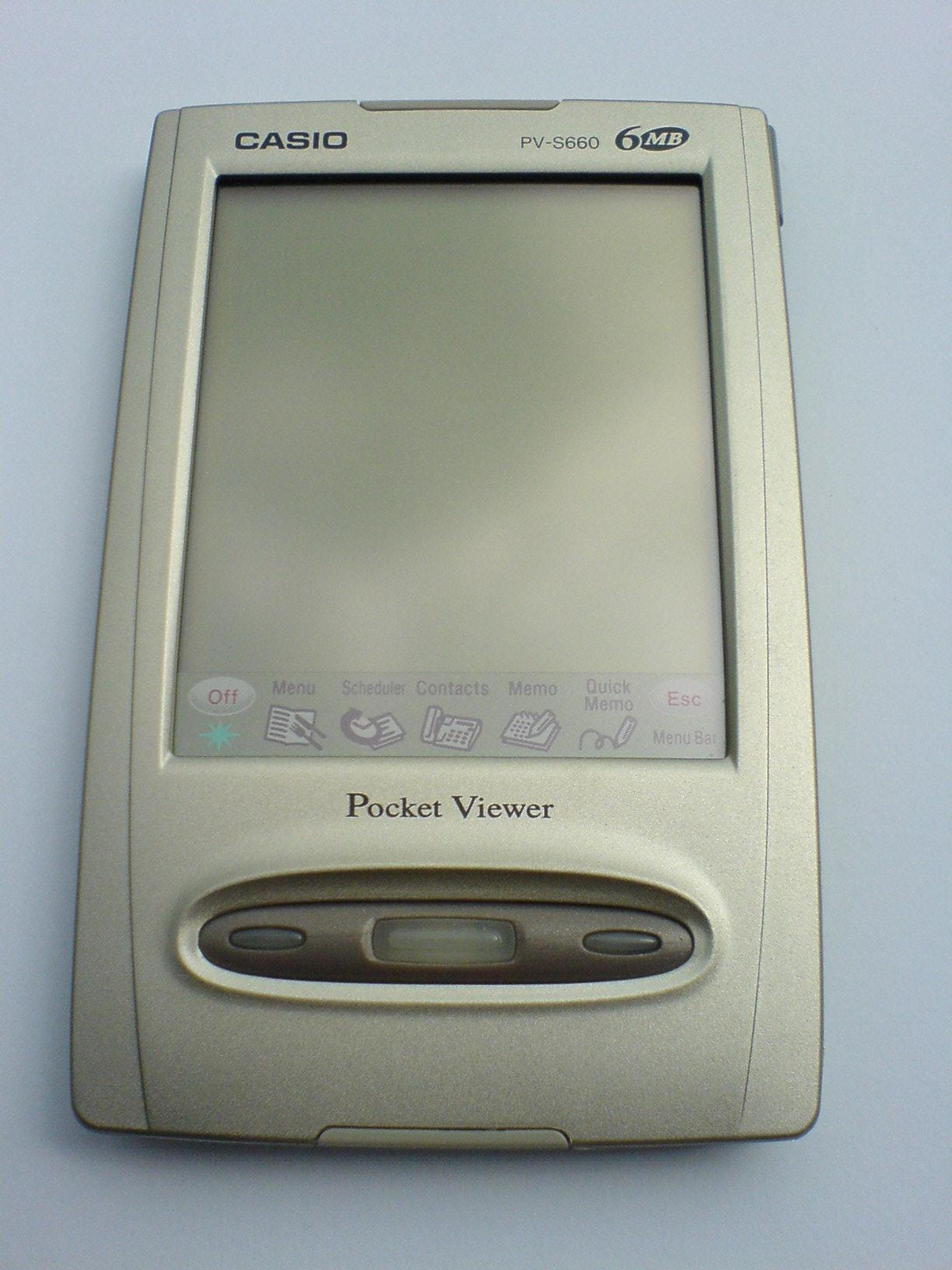
PV-S660
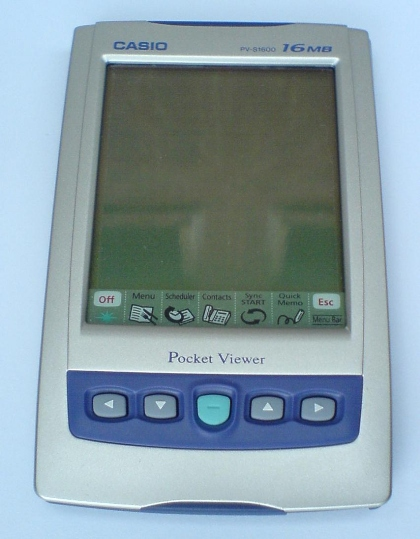
PV-S1600

## Technische Details
Die PVs der 1. bis 4. Generation besitzen einen NEC V30MZ 80186-kompatiblen Prozessor auf 20 MHz, 128 KB RAM, 1, 2 bzw. 4 MB Flash-RAM für Daten sowie 1 MB Flash-ROM für das Betriebssystem und 1 MB Flash-ROM für Add-Ins (nicht bei PV-100/-200, PV-200A/-400A, PV-200e/-400Plus).
Der PV-S1600 verwendet einen 32-Bit-SH-3-Prozessor von Hitachi und 8 MB RAM, 12 MB Flash-RAM und 4 MB Flash-ROM für das Betriebssystem. Der Prozessor ist zwar leistungsfähiger als die 16-Bit-Prozessoren der anderen PVs, jedoch sind die Programme nicht austauschbar, da die Prozessorarchitekturen nicht zueinander kompatibel sind. Eine Ausnahme stellen hier OWBasic-Programme dar, da OWBasic eine interpretierte Sprache ist und auch für den PV-S1600 eine OWBasic-Version existiert. Zudem sind die APIs beider Serien bis auf einige Kleinigkeiten gleich, so dass sich auch native Programme mit überschaubarem Aufwand portieren lassen.
Da die PV-Modelle der 1. bis 4. Generation einen 16-Bit-Prozessor verwenden, ist der Speicher segmentiert. Das macht sich insbesondere in der Beschränkung auf maximal 16 Add-Ins bemerkbar, die es beim PV-S1600 nicht gibt (die sich aber mit speziellen Programmen wie PVAddIn-Manager umgehen lässt).
Das Dateisystem des PVOS ist nach Modi und Submodi unterteilt. Jeder Datensatz ist Bestandteil einer Datei, die durch Modus und Submodus angegeben wird. Abhängig vom Modus sind Datensätze entweder binär oder im Textformat (nullterminiert). Binäre Datensätze sind auf 3 KB bzw. 32 KB (Datensätze, die größer sind als 3 KB, können nur ins far-Segment geladen werden; PV-S1600: keine Einschränkung), Textdatensätze auf 2 KB (PV-S1600: 32 KB) beschränkt.